# Ośrodek Poniwiec Mała Czantoria w Ustroniu
Poniwiec Mała Czantoria w Ustroniu – ośrodek narciarski położony w Ustroniu w Beskidzie Śląskim na północnym zboczu Pasma Czantorii między Małą Czantorią a Wielką Czantorią (ok. 3 km od centrum Ustronia).

## Wyciągi i trasy
W skład kompleksu wchodzą:
- 4-osobowy wyciąg krzesełkowy szwajcarskiej firmy Bartholet Maschinenbau AG o długości 800 m i przepustowości 1500 osób na godzinę (72 kanapy),
- darmowy wyciąg orczykowy o długości 170 m w ogródku narciarskim KIDS Park Poniwiec.

Wzdłuż wyciągu krzesełkowego i przebiega czerwona trasa narciarska o długości 900 m, a wzdłuż wyciągu orczykowego bardzo łatwa trasa – ośla łączka dla początkujących. Trasy są dośnieżane, ratrakowane i oświetlone

## Pozostała infrastruktura
Ponadto na terenie ośrodka do dyspozycji narciarzy i snowboardzistów są:
- Hotel „Poniwiec”
- wieża widokowa
- punkt gastronomiczny przy stoku
- Wypożyczalnia Wintergroup QBL (wypożyczalnia, serwis, przechowywalnia sprzętu zimowego oraz szkoła narciarska)
- Szkoła snowboardowa Pauliny Ligockiej.

Stacja nie jest członkiem Stowarzyszenia Polskie stacje narciarskie i turystyczne.
Ośrodek Poniwiec Mała Czantoria objęty jest wspólnym systemem karnetów o nazwie „Wiślański Skipass” z pozostałymi ośrodkami narciarskimi w okolicy: Beskid, Cienków, Klepki, Nowa Osada, Stożek, Czantoria, Palenica, Sarajewo i Siglany.

## Operator
Operatorem i właścicielem stacji jest firma PHU RAD-BUD Włodzimierz Zimoch.

## Historia
Wyciąg krzesełkowy został oddany do użytku pod koniec 2013 roku. Budowa kolejki kosztowała 2,889 mln zł, z czego ok. 750 tys. zł pochodziło z dofinansowania z Europejskiego Funduszu Rozwoju Regionalnego w ramach Regionalnego Programu Operacyjnego Województwa Śląskiego na lata 2007–2013.